# Daniel Suleimane Embaló
Daniel Suleimane Embaló é um político guineense , líder da bancada parlamentar do Partido da Renovação Social.

## Biografia
Eleito deputado da nação em 2004 pelo Partido da Renovação Social, foi ministro da Agricultura e Desenvolvimento Rural entre 2007 - 2008 no executivo liderado por Martinho Ndafa Kabi. Eleito novamente deputado em 2019 pelo sector se Sonaco, região de Gabú. Desde 2020 desempenha o cargo de líder de bancada parlamentar do Partido da Renovação Social.